# Cronologia dell'evoluzione umana
Sequenza dei momenti più importanti nella cronologia dell'evoluzione umana.

## Oligocene
- intorno a 34 milioni di anni fa - inizio dell'epoca dell'Oligocene - (fino a 23 milioni di anni fa)
- intorno a 27 milioni di anni fa - comparsa di Proconsul in Africa Orientale, prima scimmia antropomorfa - (fino a 17 milioni di anni fa)

## Neogene

### Miocene
- intorno a 23 milioni di anni fa - inizio del periodo del Neogene e dell'epoca del Miocene (fino a 5,2 milioni di anni fa).
- intorno a 20 milioni di anni fa - Nasce la Nebulosa di Orione (distante circa 1270 anni luce).
- intorno a 15 milioni di anni fa - comparsa di Kenyapithecus in Kenya, prima scimmia non arboricola - (fino a 13 milioni di anni fa).
- intorno a 12 milioni di anni fa - Nasce la stella Antares. (605 anni luce)
- intorno a 9 milioni di anni fa - Divergenza tra la sottotribù Panina (comprendente gli Scimpanzé) e la sottotribù Hominina (comprendente l'uomo e i suoi antenati bipedi), caratterizzati in particolare da bipedismo e canini superiori ridotti. A volte si discute dell'appartenenza delle più antiche specie fossili di ominidi all'uno o all'altro dei due lignaggi.
- intorno a 7,6 milioni di anni fa - Nasce la stella Betelgeuse (640 anni luce).
- intorno a 7,0 milioni di anni fa - comparsa di Sahelanthropus tchadensis in Ciad - (fino a 6,0 milioni di anni fa)
- intorno a 6,0 milioni di anni fa - comparsa di Ardipithecus kadabba nella Rift valley - (fino a 5,5 milioni di anni fa)

### Pliocene
- intorno a 5,2 milioni di anni fa - inizio del Pliocene - (fino a 1,8 milioni di anni fa)
- intorno a 5,0 milioni di anni fa - comparsa di Ardipithecus ramidus nella Rift valley - (fino a 5,0 milioni di anni fa)
- intorno a 4,4 milioni di anni fa
  - comparsa di Australopithecus anamensis nella Rift valley - (fino a 3,8 milioni di anni fa)
  - probabile prima postura eretta
  - Nasce il pianeta Fomalhaut b, primo pianeta extrasolare ad essere stato fotografato (distante 25 anni luce dalla Terra).
- intorno a 3,8 milioni di anni fa - comparsa di Australopithecus afarensis nella Rift valley - Lucy - (fino a 2,8 milioni di anni fa)
- intorno a 3,7 milioni di anni fa - orme di Laetoli, prime prove di postura eretta
- intorno a 3,0 milioni di anni fa
  - comparsa di Australopithecus africanus in Sudafrica - bambino di Taung - (fino a 2,5 milioni di anni fa)
  - Grande scambio americano: in questo periodo avviene un imponente processo di migrazione di animali terrestri e d'acqua dolce dal Nord al Sud America e viceversa, grazie alla formazione dell'istmo di Panama.